# 鍋島直堯
鍋島 直堯（なべしま なおたか）は、肥前小城藩の第9代藩主。

## 生涯
寛政12年（1800年）7月28日、第7代藩主・鍋島直愈の次男として生まれる。文化元年（1804年）に異母兄で第8代藩主の直知が嗣子無くして死去したため、その養子として家督を継いだ。文化12年12月（1816年）、従五位下・加賀守に叙位・任官する。
文化13年（1816年）、直堯は城主格昇進願を本家の佐賀藩から江戸幕府に対して嘆願するように求めた。小城藩は佐賀藩の支藩であるが、7万3000石を領する中堅大名であった。幕命により公役も務め、さらに江戸城柳間詰の大名である。柳間詰で5万石以上の大名は大抵、城主か城主格に任じられていた。中には1万石にすぎないのに城主に任じられていた大名もいたほどである。直堯は7万石以上の自分が城主でないのに不満を持ち、また歴代藩主が望んだ佐賀藩からの独立を達成しようとして、蓮池藩主・鍋島直与と共に7回も嘆願している。しかし佐賀藩の反対に遭って実現しなかった。
このほか藩政では文学の発展、人材育成などに尽力した。嘉永3年（1850年）4月、家督を長男の直亮に譲って隠居する。明治6年（1873年）8月17日に死去した。享年74。

## 系譜
父母
- 鍋島直愈（実父）
- 三笠、良峰院 ー 松崎利如の娘、側室（実母）
- 鍋島直知（養父）

正室
- お橘、栄寿院 ー 多久茂鄰の娘

側室
- お瀧、穿雲院 ー 日出島宗完の娘
- お頼、智月院 ー 太田増候の娘

子女
- 鍋島直亮（長男）生母は穿雲院（側室）
- 常子 ー 鍋島直紀正室